# Менькова Оксана Володимирівна
Оксана Володимирівна Менькова (біл. Аксана Мянькова, 28 березня 1982, Кричев, Могильовська область) — білоруська легкоатлетка, олімпійська чемпіонка. Заслужений майстер спорту Республіки Білорусь з легкої атлетики. Почесний громадянин Кричева.

## Спортивна кар'єра
Менькова почала займатися метанням молота в підлітковому віці і через деякий час виграла ряд регіональних змагань. Брала участь у відбірковому раунді чемпіонату Європи 2002 року, а після срібної медалі чемпіонату Європи серед молоді 2003 року вирушила на чемпіонат світу в Париж. Показала п'ятий результат на літній Універсіаді 2005 року і взяла участь в чемпіонат світу 2007 року в Осаці, але не пройшла до фіналу.
Менькова стала чемпіонкою літніх Олімпійських ігор 2008 року в Пекіні, метнувши молот на 76,34 метра, що стало новим олімпійським рекордом. Однак в 2016 році рішенням МОК вона була позбавлена золотої нагороди в зв'язку з вживанням заборонених препаратів. Повторна перевірка пекінської допінг-проби показала наявність в організмі спортсменки анаболічних стероїдів дегідрохлорметилтестостерон (туринабола) і оксандролона. Крім того, позитивний результат приніс і повторний огляд допінг-проби з Олімпійських ігор 2012 року в Лондоні, де Менькова зайняла 7-е місце. Знову виявлений дегідрохлорметилтестостерон (туринабол) і станозолол, результат був анульований.

## Основні результати
| Рік  | Змагання                       | Місце проведення        | Місце | Результат (м) |
| ---- | ------------------------------ | ----------------------- | ----- | ------------- |
| 2001 | Чемпіонат Європи серед юніорів | Гроссето, Італія        | 5     | 59,24         |
| 2002 | Чемпіонат Європи               | Мюнхен, Німеччина       | 27q   | 60,13         |
| 2003 | Чемпіонат Європи серед молоді  | Бидгощ, Польща          | 2     | 67,58         |
| 2003 | Чемпіонат світу                | Париж, Франція          | 22q   | 64,11         |
| 2005 | Літня Універсіада              | Ізмир, Туреччина        | 5     | 69,09         |
| 2006 | Чемпіонат Європи               | Гетеборг, Швеція        | 23q   | 62,85         |
| 2007 | Чемпіонат світу                | Осака, Японія           | —     | NM            |
| 2008 | Олімпійські ігри               | Пекін, Китай            | DSQ   | 76,34         |
| 2009 | Чемпіонат світу                | Берлін, Німеччина       | DSQ   | 69,58         |
| 2012 | Олімпійські ігри               | Лондон, Велика Британія | DSQ   | 74,40         |
| 2013 | Чемпіонат світу                | Москва, Росія           | DSQ   | 66,65         |